# NGC 7635
NGC 7635（Sh2-162、Caldwell 11）は、カシオペヤ座に位置する散光星雲（HII領域）である。この星雲は、M52の近くに位置して見える。この星雲は1787年に、ウィリアム・ハーシェルによって発見された。
泡状に見える部分は、中心の8.71等級の若く高温な大質量（15 ± 5 M☉）な恒星、SAO 20575（BD+60 2522）からの恒星風によって作られている。なお、SAO 20575（BD+60 2522）は、10-40太陽質量だと推測されている。
この星雲は巨大な分子雲の近くにあり、星雲自体は熱い中心星によって膨張している。

## 観望
8-10インチの望遠鏡では、星の周囲の大きいシェルは非常にぼんやりと見える。星雲の西に位置する7等星が観望の邪魔になるが、そらし目を用いれば星雲を見ることができる。16～18インチの望遠鏡では、かすかな星雲が不規則で南北方向に伸びていることがわかる。

## 画像

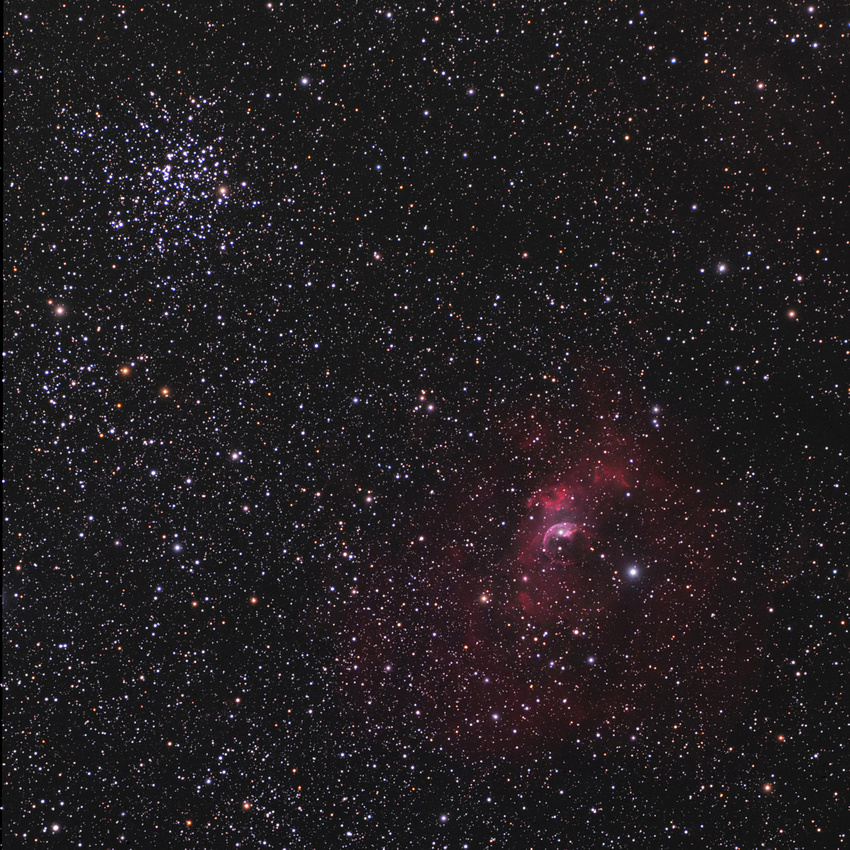
Widefield image of NGC 7635 and M52 as captured by an amateur telescope